# الدنيا هيك (مسلسل)
الدنيا هيك هو مسلسل كوميدي اجتماعي لبناني أنتج في وسط السبعينات من القرن العشرين على شاشة تلفزيون لبنان. ألف حلقاته الفنان محمد شامل. تدور أحداث المسلسل في حي لبناني يطلق على اسمه «الدنيا هيك» وتدور الحوارات باللهجة اللبنانية المحلية بين الشخصيات. المسلسل كوميدي هادف يعكس بعض عادات وثقافات ومشاكل المجتمع المدني والريفي اللبناني في حقبة أواخر السبعينات والثمانينات من القرن العشرين ومن ابرز شخصيات المسلسل «زمرد» التي تغار على زوجها «عزيز» غيرة شديدة و«وردة» وزوجها «بلبل المزيكاتي» والشخصيات الأخرى التي تمثل الشباب اللبناني مثل «شويكار» و«كوكو» و«علوش».

## طاقم العمل
- المخرج: إلياس رزق
- المؤلف: محمد شامل

الممثلون:
- شفيق حسن
- إلياس رزق
- فريال كريم
- أحمد الزين
- زياد مكوك واسمه بالمسلسل "خردق"
- على دياب
- يوسف فخري
- ماجد افيوني
- ليلى كرم
- آمال عفيش
- نبيلة كرم